# La Maison des quatre vents
 (mars 2012).
Si vous disposez d'ouvrages ou d'articles de référence ou si vous connaissez des sites web de qualité traitant du thème abordé ici, merci de compléter l'article en donnant les références utiles à sa vérifiabilité et en les liant à la section « Notes et références ».
Pour les articles homonymes, voir Quatre vents.
La Maison des quatre vents est un roman écrit par Colette Vivier en 1946, illustré par Henri Crespi aux éditions Hier et Aujourd’hui. Une première réédition parait aux éditions G. P. en 1965, avec modifications et avant-propos.  Casterman réédite le roman avec des  modifications d'André Duval (fils de l'autrice) en 2000, puis en 2012 avec des  illustrations de Serge Bloch. 
Le livre raconte la vie dramatique d'une famille sous l'occupation allemande pendant la Seconde Guerre mondiale à Paris.

## Synopsis
C'est l'histoire d'un jeune homme en 1943, Michel Sellier, 12 ans, vivant à Paris au numéro 24, rue des Quatre-Vents. Michel vit avec sa mère, Mme Sellier, sa sœur Norette et son petit frère Fanfan. Quant à leur père, il est détenu depuis 1940 en Allemagne et ils ne savent toujours pas ce qu'il en est devenu...
La suite de l'histoire raconte la vie compliquée d'une famille vivant sous l’oppression allemande à l'époque, ainsi que quelques interactions avec la milice au service de l'occupant et la résistance, jusqu'à la libération de Paris.